# Under the Skin (novela)
Under the Skin es una novela del 2000 de Michel Faber. Situada en el norte de Escocia, trata sobre una extraterrestre que, manifestándose en forma humana, conduce alrededor de la campiña escocesa recogiendo autoestopistas masculinos a quienes droga y entrega a su planeta natal. La novela, que fue el debut de Faber, fue finalista del Premio Whitbread 2000. Fue adaptada posteriormente en una película de Jonathan Glazer.

## Argumento
La protagonista es Isserley, una extraterrestre enviada a la Tierra por una sociedad rica en su planeta para recoger autoestopistas incautos. Ella los droga y los entrega a sus compatriotas, que mutilan y engordan a sus víctimas para que puedan ser convertidos en carne, como la carne humana, o «vodsel», que es un manjar en el estéril planeta natal de los alienígenas.
La novela comienza con Isserley recogiendo autoestopistas. Poco a poco, se revela que ella es una extraterrestre, originalmente un tanto canina en la forma, que ha sido alterada quirúrgicamente para parecer una mujer, sufriendo por lo tanto dolores constantes. Se toma su trabajo muy en serio, y se considera una profesional valiosa. Isserley tiene un sistema ordenado para evaluar vodsel a capturar potencialmente. Al mismo tiempo, ella es rencorosa de lo que ella considera su cuerpo deforme hecho así para el trabajo. El único otro miembro de su especie en someterse a una cirugía similar para parecerse a un Homo sapiens es su superior directo, Esswis.
Isserley pasa su tiempo libre paseando por la playa de guijarros de su casa, maravillada por la belleza de la Tierra en comparación con su planeta natal, donde la mayoría de los seres se ven obligados a vivir y trabajar bajo tierra, y la rica elite viven en la superficie, pero aun así no puede tolerar estar afuera. A veces ella admira ovejas errantes, ya que le recuerdan a los niños en su planeta natal y ella considera a los no bípedos antropomorfos. Isserley se considera a sí misma y a su pueblo los «seres humanos», y al «Homo sapiens» de la Tierra los animales de granja. Amlis Vess, el hijo de su empleador, visita la granja y libera a cuatro de sus cautivos. En respuesta, Isserly y Esswis los cazan y los disparan. Cuando una de sus víctimas escribe «mercy» («piedad») en el suelo delante de sus perseguidores, Isserley finge no hablar inglés, con la esperanza de mantener oculto el alcance de sus capacidades lingüísticas.
Eventualmente, es violada por un autoestopista, y se ve obligada a matarlo y dejar su cuerpo. La experiencia la agita, y captura al siguiente autoestopista sin entrevistarlo para evaluar el riesgo, no logrando descubrir que en realidad comparte muchos pensamientos íntimos con él, así como el hecho de que su familia lo extrañaría (por lo general un factor clave). En ira, ella exige ver qué pasa con el vodsel durante el «proceso», donde ella mira mientras su lengua es cortada y es castrado. Debido a su claustrofobia de la estructura subterránea, ella nunca ha visto esto, y está sorprendida y decepcionada por lo rápido que va. Ella insiste en ver uno realmente muerto y se vuelve histérica por no ser capaz de ver todo el proceso.
Isserley es calmada por Amlis, él mismo un miembro de la elite, cuyas creencias son que el vodsel no debe ser consumido, sugiriendo que son más similares a él e Isserley de lo que admite. Después de que él departe a su planeta natal, para compartir con su gente lo que había presenciado (la belleza de la Tierra, el tratamiento de vodsel), la actitud de Isserley cambia. Empieza a dudar de su trabajo, y queda especialmente perpleja después de saber que otros están más que dispuestos a tomar su lugar. Capta una última víctima, pero se siente culpable por hacerlo a sabiendas de que su perro se ha quedado atrapado en su furgoneta. Volviendo al sitio en que lo encontró, libera al perro de la furgoneta del autoestopista.
Isserley decide renunciar y no volver a su base de operaciones. Se ve obligada a tomar un último autoestopista, un hombre que insiste en ir a ver a su novia a dar a luz, y menciona reencarnación en el camino. Conduciendo más rápido que de costumbre, Isserley sufre un accidente de coche. El cuerpo de Isserley es esencialmente arruinando mientras que el autoestopista es arrojado por la ventana, pero sobrevive. Isserley reflexiona sobre lo que sucederá con su cuerpo, y si ella debe activar un explosivo que va a destruir todas las pruebas del accidente, incluyéndola a ella. Piensa que sus átomos y sus partículas se dispersarán en el medio ambiente y el aire, y está en paz con eso. Luego activa el interruptor.

## Recepción
The Guardian en su crítica del libro y dijo que «el verdadero triunfo es la comedida, casi opaca prosa de Faber. Se trata de un hombre que podía dar a Conrad una carrera en escribir la sentencia perfecta». Sin embargo, escribieron, «al final, después de habernos totalmente convencido de su narrador extraterrestre y persuadirnos de ir adelante en el paseo de casi 300 páginas, Faber no sabe muy bien a dónde ir: lo miniaturista apunta a un gran momento metafísico. La metafísica está bien, pero no se puede alimentar a una familia de ello. Sin embargo, el viaje solo vale la pena».

## Película
El libro fue adaptado libremente en una película del mismo nombre, dirigida por Jonathan Glazer con Scarlett Johansson como protagonista.